# باشگاه فوتبال واتفورد
باشگاه فوتبال واتفورد (به انگلیسی: .Watford F.C) یک باشگاه فوتبال انگلیسی است که در شهر واتفورد قرار دارد و برای فصل ۲۲–۲۰۲۱ در چمپیونشیپ رقابت می‌کند.
این باشگاه در سال ۱۸۸۱ با عنوان واتفورد روورز شکل گرفت و پس از ادغام با واتفورد سنت مری در سال ۱۸۹۸، با نام فعلی به کارش ادامه داد. پس از قهرمانی در لیگ جنوبی فصل ۱۵–۱۹۱۴ تحت مدیریت هری کنت، در سال ۱۹۲۰ به لیگ فوتبال پیوست. در سال‌های ابتدایی، این باشگاه در چندین زمین مختلف بازی کرد، از جمله در زمینی که اکنون باشگاه ورزشی وست هرتس نامیده می‌شود، تا آنکه در سال ۱۹۲۲ به ویکاریج رود نقل مکان کردند. واتفورد رقابتی دیرینه با باشگاه لوتون تاون دارد.
واتفورد با هدایت گراهام تیلور به عنوان سرمربی در فاصله سال‌های ۱۹۷۷ تا ۱۹۸۷ از سطح چهارم فوتبال انگلستان به سطح اول رسید. با نایب قهرمانی در فصل ۸۳–۱۹۸۲ از دسته اول لیگ فوتبال، سهمیه جام یوفا را برای فصل ۸۴–۱۹۸۳ کسب کردند و به فینال جام حذفی ۱۹۸۴ رسیدند. بین سال‌های ۱۹۸۷ و ۱۹۹۷، واتفورد وارد دوره‌ای رکود شد تا آنکه تیلور به عنوان سرمربی بازگشت و با صعودهای پی در پی از دسته دوم تا لیگ برتر بالا رفتند و فصل ۲۰۰۰–۱۹۹۹ را در بالاترین سطح از فوتبال انگلستان سپری کردند. فصل ۰۷–۲۰۰۶ را با مربیگری ایدی بوثروید و سال‌های ۲۰۱۵ تا ۲۰۲۰ را در لیگ برتر گذراندند. در سال ۲۰۱۹، برای دومین بار در تاریخشان، فینال جام حذفی را تجربه کردند. در آوریل ۲۰۲۱، واتفورد با گذراندن تنها یک فصل در چمپیونشیپ، بار دیگر به لیگ برتر صعود کرد.

## تاریخچه

### تولد واتفورد و سال‌های ابتدایی (۱۸۹۵–۱۸۸۱)
این باشگاه با نام واتفورد روورز در سال ۱۸۸۱ شکل گرفت. جورج دوروکس، اِرل اِسکس و مالک پارک کاسیوبری، به گروهی از پسران اجازه داد تا از زمین‌هایش برای فوتبال استفاده کنند. اگرچه، توافق شد که مسابقات رسمی سازمان‌یافته در این املاک برگزار نشود. اعضای این گروه عبارت بودند از هنری گروور که بعدها به عنوان بنیانگذار باشگاه شناخته شد‌ و چارلی پیکاک که برای هارتفوردشیر بازی می‌کرد. پیکاک عضوی از جلسات هیئت مدیره باشگاه شد و روزنامه محلی واتفورد ابزرور را به تملک خود درآورد. در پنج سال ابتدایی، این تیم تنها در قالب مسابقات دوستانه به مصاف مدارس و باشگاه‌های محلی می‌رفت. در ۵ دسامبر ۱۸۸۵ برای اولین بار در برابر رقیب آینده‌شان، لوتون تاون قرار گرفتند و با یک گل در این بازی خانگی پیروز شدند. در فصل ۸۷–۱۸۸۶، واتفورد روورز برای اولین بار وارد جام حذفی شد، اگرچه در همان اولین بازی حذف شدند. از آن زمان در هر فصل، حداقل در یک رقابت شرکت داشته‌اند. از سال ۱۸۸۶ در جام برتر هرتس شرکت کردند که مسابقاتی برای باشگاه‌های هارتفوردشیر بود و در چهار دوره، قهرمان آن شدند. همچنین در فاصله سال‌های ۱۸۸۸ و ۱۸۹۱ در جام هنسی شرکت کردند که مسابقاتی بود برای باشگاه‌هایی که در شعاع ۱۰-مایل (۱۶-کیلومتر) آکسبریج مستقر بودند. در سال ۱۸۹۳ به وست هارتفوردشیر تغییر نام دادند.  در ۱۷ ژانویه ۱۸۹۱، برای اولین بار در برابر واتفورد سنت مریز قرار گرفتند و برد پرگل ۷–۴ را در خانه ثبت کردند. دو تیم قبل از ادغامشان در سال ۱۸۹۸، یازده بار دیگر با هم روبرو شدند که شش پیروزی سهم وست هارتفوردشیر و چهار پیروزی برای سنت مری بود و باقی به تساوی کشید.

### لیگ جنوبی (۱۹۲۰–۱۸۹۶)

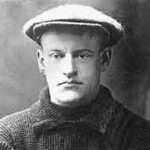
دروازه‌بان تیم، اسکیلی ویلیامز در تمام بازی‌های لیگ در فصل ۱۵–۱۹۱۴ برای واتفورد بازی کرد.

وست هارتفوردشیر در سال ۱۸۹۶ به لیگ فوتبال جنوبی پیوست و سال بعد در مسیر حرفه‌ای شدن قرار گرفت. در سال ۱۸۹۸ با واتفورد سنت ماری ادغام شدند و نامشان باشگاه فوتبال واتفورد شد و در همان سال به زمینی در کَسیو رُود نقل مکان کردند. فشار مالک، در نهایت سرمربی تیم، هری کنت را وادار کرد تا به دنبال زمینی جدید و دائمی باشد و در سال ۱۹۱۴، ویکاریج رود، خانه امروز باشگاه را پیدا کرد، اگرچه تا هشت سال دیگر در همان کسیو رود باقی ماندند. در فصل ۱۵–۱۹۱۴ قهرمان لیگ جنوبی شدند و در فصل ۲۰–۱۹۱۹ تنها با تفاضل گل کمتر، قهرمانی را از دست دادند. در سال ۱۹۲۰، واتفورد همراه با سایر تیم‌های لیگ جنوبی، این لیگ را ترک کردند و دسته سوم لیگ فوتبال را تأسیس کردند. در سال‌های اولیه، باشگاه را رالف ثورپ، رئیس آبجوسازی ولز  حمایت مالی می‌کرد و آبجوسازی بنسکینز برای خرید ویکاریج رود از آنها حمایت مالی کرد. همین شد که باشگاه، «آبجوسازان» لقب گرفت. از دیگر القاب اولیه آنها، «زنبورها» بود که از حلقه‌های رنگی پیراهن آنها منشاء گرفته‌بود.

### دسته سوم و چهارم لیگ فوتبال (۱۹۶۰–۱۹۲۱)
واتفورد در سال ۱۹۲۲ به استادیوم ویکاریج رود نقل مکان کرد. از فصل ۲۲–۱۹۲۱، رده سوم لیگ فوتبال شامل دو گرده از ۲۲ باشگاه بود که هم برای صعود به دسته دوم و هم برای حفظ موقعیتشان در لیگ که با سختی به دست آمده بود، می‌جنگیدند. با رای‌گیری مجدد، سیستم لیگ تغییر کرد و طبق آن، دو تیم انتهایی از هر دو دسته، باید برای ابقا در لیگ، با قهرمانان لیگ شمالی و لیگ جنوبی بازی می‌کردند. برای ۳۶ سال دیگر، واتفورد در دسته سوم جنوبی رقابت کرد و زمانی که لیگ فوتبال برای فصل ۵۹–۱۹۵۸ به چهار دسته کشوری تغییر ساختار داد، واتفورد در دسته چهارم قرار گرفت.
تا سال ۱۹۶۰، این تیم با لقب «آبی‌ها» شناخته می‌شد.
با تغییر رنگ پیراهن‌های باشگاه به طلایی و شورت مشکی و پس از رای‌گیری از طریق کانون‌های هواداری، نام مستعار تیم به هورنتز تغییر کرد.

### صعود و سقوط در دسته چهار (۱۹۷۶–۱۹۶۱)
واتفورد دو فصل را در دسته چهارم گذراند تا آنکه در فصل ۶۰–۱۹۵۹ به دسته سوم صعود کرد. در فصلی که منجر به صعودشان شد، ران برگس، بازیکن سابق تاتنهام هاتسپر، مربی بود. این صعود، تا حز زیادی مدیون ۴۸ گل کلیف هولتون بود. سال بعد، هولتون پس از ثبت ۳۴ گل برای واتفورد، به نورثهمپتون تاون فروخته شد که اعتراض شدید هواداران را در پی داشت. برگس برای بقای باشگاه، بازیکنان دیگری را نیز فروخت، مانند دیو آندروود به فولام.
بیل مک‌گری، جانشین رون برگس شد و بازیکنان جدیدی به خدمت گرفت؛ چارلی لیوسی (با ۲۵ گل زده در یک فصل)، ران ساندرز (که بعدها هدایت چندین تیم برتر لیگ را برعهده گرفت) و جیمی مک‌آنیرنی. قرارداد دیگری با یک پسر مدرسه‌ای ایرلندی به نام پت جنینگز از نیوری تاون امضا شد. او تاثیر فراوانی در تیم اصلی‌ داشت، اما بار دیگر با هدف بقای باشگاه، پس از کمتر از یک فصل به اسپرز منتقل شد.
مک‌گری به ایپسویچ تاون پیوست و در سال ۱۹۶۴، کن فورفی از ورکینگتون تاون به عنوان مربی-بازیکن جانشین او شد. فورفی تیم را با کمک استعدادهای جوانی چون دنیس باند در خط میانی و کیت ادی در خط میانی و دفاع، بازسازی کرد. این تیم در جام حذفی لیورپول را با تساوی متوقف کرد و در فصل ۶۷–۱۹۶۶ با بداقبالی از صعود بازماند و در جایگاه سوم جدول دسته سوم ایستاد. دیری نگذشت که باند هم فروخته شد.  در سال ۱۹۶۹، تلاش‌های فورفی با خرید بری اندین از تیم غیر لیگی پلتون فل به ثمر نشست. پس از کریسمس، واتفورد روندی بدون شکست را آغاز کرد و در آوریل با پیروزی در بازی خانگی مقابل پلیموث آرگیل، قهرمان لیگ شد.
سال بعد با گذر از تیم‌های دسته اولی استوک سیتی و لیورپول، برای اولین بار به نیمه‌نهایی جام حذفی رسیدند. این عملکرد، امیدها را برانگیخت که این باشگاه به زودی می‌تواند در دسته اول لیگ فوتبال رقابت کند. اما تلاش آنها برای حضور در دسته‌های بالاتر بی‌ثمر ماند. کن فورفی را بلکبرن روورز شکار کرد و جورج کربی جانشین او شد. واتفورد به دلیل کمبود بودجه، بسیاری از بازیکنانش را فروخت تا زنده بماند، از جمله اسکالیون، گاربت و فرانکز که همگی به شفیلد یونایتد پیوستند، اما واتفورد در سال ۱۹۷۲ به دسته سوم بازگشت.
واتفورد در دسته سوم دوام نیاورد و در سال ۱۹۷۵ به دسته چهارم سقوط کرد. با این حال باشگاه توسط مشهورترین طرفدارش، خواننده فوق ستاره، التون جان در سال ۱۹۷۳ خریداری شد، او ابتدا رئیس و از سال ۱۹۷۶، مدیرعامل بود. او بلندپروازی‌های آشکاری برای رساندن واتفورد به دسته اول داشت.

### دوران گراهام تیلور و حضور در دسته اول (۱۹۸۷–۱۹۷۶)

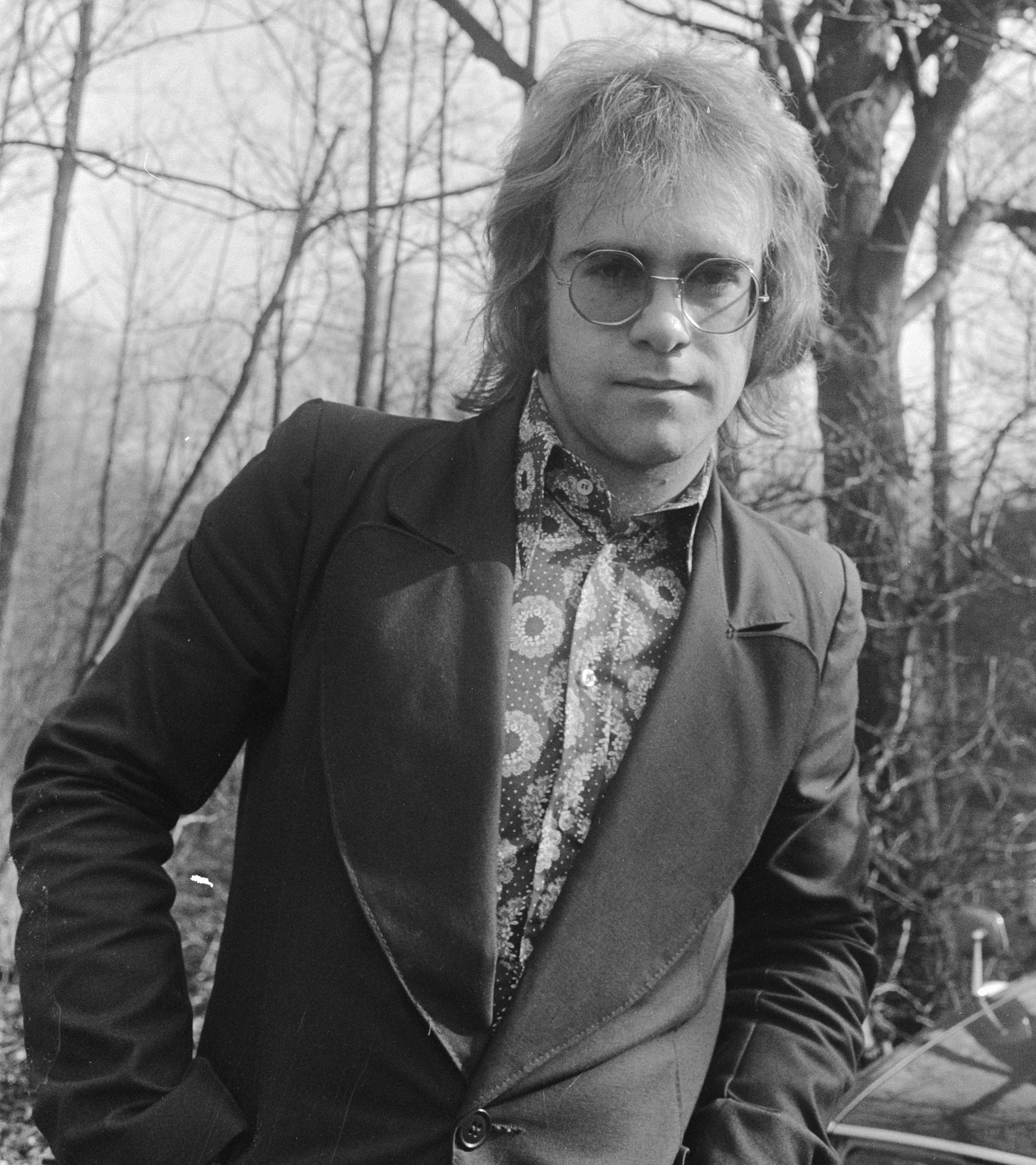
التون جان از دهه ۱۹۷۰، با باشگاه همکاری داشته‌است.

زمانی که در شروع فصل ۷۸–۱۹۷۷، گراهام تیلور ۳۲ ساله به عنوان سرمربی جدید واتفورد معرفی شد، باشگاه به تازگی توسط ستاره مشهور جهان، التون جان (از طرفداران مادام‌العمر باشگاه) خریداری شده بود و از تیم‌های همیشگی دسته چهارم بود. پیست سگ‌دوانی که زمین باشگاه را احاطه کرده بود، در سال ۱۹۷۷ حذف شد، چراکه مربی تیم، گراهام تیلور اعتقاد داشت این پیست به وجهه حرفه‌ای باشگاه لطمه می‌زند. به لطف تلاش‌های رئیس، مربی و بازیکنان، واتفورد شروع به صعود در لیگ‌ها کرد.
در سال ۱۹۷۸، هورنتز با اختلاف ۱۱ امتیازی نسبت به نزدیکترین رقیبش؛ ساوتند یونایتد، قهرمان دسته چهارم شد و اولین صعود به دست آمد. با در نظر گرفتن اینکه در آن زمان هر برد با ۲ امتیاز پاداش داده می‌شد، این اختلاف ۱۱ امتیازی با تیم دوم جدول، قابل توجه بود. فصل بعد، واتفورد در دسته سوم پس از شروزبری تاون نایب قهرمان شد و دومین صعود متوالی را در دسته‌های لیگ‌ فوتبال تجربه کرد.
فصل اول از بازگشت واتفورد دسته دوم به سختی گذشت، اما توانست با کسب رتبه هجدهم به سختی از سقوط اجتناب کند. در سال ۱۹۸۱ به مقام نهم رسید و سال بعد با نایب قهرمانی در دسته دوم، برای اولین بار وارد دسته اول لیگ فوتبال شدند. ویلف روسترون، روجر جوسلین، لس تیلور و اولین بازیکن خارجی باشگاه، یان لومان، از بازیکنان این تیم بودند که برای اولین بار به دسته ۱ لیگ فوتبال صعود کرد. بازیکنانی مانند جان بارنز، راس جنکینز و لوتر بلیست از معتبرترین بازیکنان تیم در دهه ۱۹۸۰ بودند.
شک و تردیدهایی مطرح شد مبنی بر اینکه آیا تیم گراهام تیلور، آن اندازه خوب است که در لیگ دسته اول بماند، اما با پیروزی‌های هفته‌های ابتدایی فصل مقابل باشگاه‌های بزرگی چون اورتون، وست برومویچ و ساوتهمپتون، نگاه‌ها را معطوف به خود کردند و سپتامبر را با پیروزی ۸–۰ مقابل ساندرلند پایان دادند. پیروزی مقابل آلبیون در سپتامبر، برای مدت کوتاهی آنها را صدرنشین لیگ کرد، اگرچه دوامی نداشت و رده اول را از دست دادند، اما تا انتهای فصل، سایه به سایه لیورپول قهرمان حرکت کردند و با اختلاف ۱۱ امتیازی نسبت به آنها، اولین حضورشان در لیگ برتر را با نایب قهرمانی به پایان رساندند و در هفته پایانی فصل، قهرمانان را با نتیجه ۲–۱ در ویکاریج رود شکست دادند.
فصل ۸۴–۱۹۸۳، نه چالش قهرمانی، بلکه جنگ برای بقا در دسته اول بود و ماجراجویی‌شان در جام یوفا که اولین تجربه اروپایی آنها بود تا دور سوم دوام یافت و پس از غلبه بر کایزرسلاترن از آلمان غربی و لفسکی صوفیه از بلغارستان، به دست اسپارتا پراهای چکسلواکی حذف شدند. به لطف خرید مو جانستون، مهاجم ۲۰ ساله اسکاتلندی در نوامبر که در ۲۹ بازی از لیگ ۲۰ گل به ثمر رساند، واتفورد در نیم‌فصل دوم، فرم خوب فصل قبلش را بازیافت و نهایتا با قرار گرفتن در جایگاه یازدهم از سقوط نجات پیدا کرد. در آن فصل، واتفورد برای اولین بار در تاریخ خود به فینال جام حذفی رسید و بار دیگر خبرساز شد. در این فینال که «دوستانه» لقب گرفت، به مصاف اورتون رفتند و با شکست ۲–۰ جام را از دست دادند.
در طول فصل ۸۵–۱۹۸۴، واتفورد عملکرد نامنظمی داشت. در مقابل باشگاه‌های بزرگی از جمله منچستر یونایتد، ناتینگهام فارست و تاتنهام به پیروزی‌های چشمگیری دست یافتند و همچنین لیورپول را در روز سال نو با تساوی ۱–۱ متوقف کردند، اما در بازی‌های حساس متحمل چندین شکست شدند. در انتهای فصل، مقام یازدهم سهمشان شد و در هر دو جام داخلی تا مرحله یک‌هشتم نهایی بالا رفتند.
فصل ۸۶–۱۹۸۵ با شکست سنگین ۴–۰ در خانه تاتنهام آغاز شد، اما با دو برد مقابل بیرمنگام سیتی و وست برومویچ ادامه یافت؛ دو تیمی که در پایان، خانه‌های انتهای لیگ را اشغال کردند. روند خوب تیم در طول پاییز ادامه داشت و اگرچه خیلی زود مشخص شد که واتفورد مدعی قهرمانی نیست، اما هرگز با خطر سقوط از دسته اول روبه‌رو نشدند. اتمام فصل در جمع پنج تیم برتر لیگ، برای مدتی هدف واقعی به نظر می‌رسید، اگرچه به دلیل محرومیت باشگاه‌های انگلیسی از مسابقات اروپایی در نتیجه فاجعه هیسل، انگیزه آنچنانی برای دستیابی به این رتبه وجود نداشت. جام حذفی، بهترین فرصت واتفورد برای کسب یک موفقیت بزرگ در آن فصل بود. با رسیدن به یک‌چهارم نهایی، حریف لیورپول شدند و در ۱۱ مارس ۱۹۸۶ در آنفیلد، با تساوی بدون گل متوقفشان کردند. امیدهای زیادی وجود داشت که واتفورد بتواند شش روز بعد در ویکاریج رود پیروز شود، اما مهمانان مرزی‌سایدی بازی تکراری را ۲–۱ در وقت اضافه بردند و به استقبال دوگانه رفتند. در نهایت، واتفورد در رده دوازدهم جدول پایانی قرار گرفت و پیروزی ۵–۱ در استمفورد بریج مقابل چلسی رده ششمی، نقطه عطف آن فصل شد.
۸۷–۱۹۸۶، آخرین فصلی بود که گراهام تیلور هدایت واتفورد را بر عهده داشت و با قبول پیشنهاد استون ویلا در پایان فصل، راهی بیرمنگام شد. با کسب رتبه نهم در لیگ، عملکرد بهتری نسبت به سه فصل قبل داشتند و حضور در نیمه‌نهایی، بهترین عملکرد باشگاه در جام حذفی از سال ۱۹۸۴ شد، اگرچه شکست ۴–۱ مقابل تاتنهام در ویلا پارک، سد راه رسیدن به دومین فینال جام حذفی شد. در هفته پایانی از لیگ، میزبان تاتنهام شدند و با پیروزی ۱–۰، انتقام حذف از جام را گرفتند.
جانشین تیلور به عنوان سرمربی، دیو باست بود که باشگاه قبلی‌اش، ویمبلدون، تحت هدایت او حتی سریعتر از واتفورد (سه مرتبه در چهار فصل) به لیگ دسته اول صعود کرده بود و به تازگی، اولین فصل در دسته اول را با کسب رتبه ششم تمام کرده بود. قبل از آغاز فصل ۸۸–۱۹۸۷، جان بارنز ۲۳ ساله، ملی‌پوش مشهور انگلیس، با مبلغ ۹۰۰٬۰۰۰ پوند که در آن زمان رکورد فروش بازیکن برای واتفورد بود، باشگاه را به قصد لیورپول ترک کرد و وظیفه باست برای ثبت عملکردی خوب در واتفورد، پیچیده شد.

### سقوط به سطح دوم (۱۹۹۵–۱۹۸۷)
در فصل ۸۸–۱۹۸۷، واتفورد شروع وحشتناکی را  تجربه کرد و دیو باست، پس از یک دوره کوتاه هشت ماهه اخراج شد. در پایان فصل، از دسته اول سقوط کردند و فصل بعد، با شکست در بازی پلی‌آف دسته دوم نتوانستند به لیگ دسته اول بازگردند. در جدول سطح دوم از فوتبال انگلستان در چندین فصل بعد، واتفورد کارش را در رتبه‌های میانی و حتی پایین‌تر تمام کرد. در پایان فصل ۹۵–۱۹۹۴، بالاترین رتبه آنها با کسب مقام هفتم در دسته یک، با درخشش کریگ راماژ به دست آمد، اما فصل بعد به دسته دوم سقوط کردند.
در فصل ۸۹–۱۹۸۸، باشگاه با گل دیوید جیمز در وقت اضافه، منچستر سیتی را ۲–۱ شکست داد و قهرمان جام حذفی جوانان شد.

### دوران دوم با گراهام تیلور و صعود به لیگ برتر (۲۰۰۱–۱۹۹۶)
در فوریه ۱۹۹۶، گراهام تیلور در جایگاه مدیر ورزشی به واتفورد بازگشت و کنی جکت سرمربی شد، اما نتوانست مانع از سقوط باشگاه به دسته دو شود.
پس از آنکه فصل ۹۷–۱۹۹۶ را در میانه جدول دسته دو پایان دادند، جکت به سمت دستیار مربی تنزل یافت و تیلور به جایگاه سرمربی بازگشت. این جابه‌جایی موفقیت‌آمیز بود و واتفورد در فصل ۹۸–۱۹۹۷، پس از یک رقابت نزدیک با بریستول سیتی، قهرمان دسته دوم شد. در فصل ۹۹–۱۹۹۸، پس از کسب رتبه پنجم در جدول دسته اول، راهی بازی‌های پلی‌آف صعود شدند و به لطف پیروزی مقابل بیرمنگام و بولتون، به لیگ برتر رسیدند.
فصل لیگ برتر با یک پیروزی غافلگیرکننده و زودهنگام مقابل لیورپول آغاز شد، اگرچه این شروع رویایی، خیلی زود به فراموشی سپرده شد و واتفورد فصل را در قعر جدول پایان داد. گراهام تیلور در پایان فصل ۰۱–۲۰۰۰ بازنشسته شد، اگرچه تنها چند ماه بعد با استون ویلا به دنیای مربیگری بازگشت. در یک حرکت غافلگیرکننده، جیانلوکا ویالی که به تازگی از چلسی اخراج شده بود جایگزین تیلور شد.

### دردسرهای مالی (۲۰۰۶–۲۰۰۱)
ویالی چندین خرید برجسته انجام داد و صورت حساب‌های دستمزد در باشگاه سر به فلک‌ گذاشت، آن هم زمانی‌که خود ویالی، تقریباً یک میلیون پوند در سال درآمد داشت. با این حال، فصل ناامیدکننده سپری شد و با قرار گرفتن در خانه چهاردهم دسته یک، ویالی پس از امتناع از استعفا، تنها پس از یک فصل اخراج شد. ری لوینگتون جایگزین او شد که تابستان قبل به عنوان مربی تیم ذخیره ویالی به باشگاه آمده بود.
در طول تابستان، بسیاری از خریدهای ویالی باشگاه را ترک کردند و لوینگتون بودجه کمی برای تقویت تیم داشت. با فروپاشی آی‌تی‌وی دیجیتال، در پاییز دامنه مشکلات مالی واتفورد همراه با بسیاری از باشگاه‌های لیگ گسترش یافت. زمانی که بازیکنان و کارکنان با تعویق ۱۲ درصدی دستمزدشان موافقت کردند، باشگاه توانست اوضاع را مدیریت کند. پول‌های کلانی که باید به ویالی و چندین بازیکن برای فسخ قراردادشان پرداخت می‌شد و تصمیم ویالی برای شکایت از باشگاه در اوایل سال ۲۰۰۳، مشکلات باشگاه را تشدید کرد. با این حال، لیگ به خوبی آغاز شد و با وجود اینکه بازیکنان مجبور شدند در ماه اکتبر با کاهش دستمزد موافقت کنند، فصل در میانه جدول به پایان رسید. واتفورد، با عملکردی غیرمنتظره تا نیمه‌نهایی جام حذفی بالا رفت که پول حیاتی را برای باشگاه فراهم کرد، اگرچه شکست مقابل ساوتهمپتون از دسته چمپیونشیپ، مانع از رسیدنشان به فینال شد.
مشکلات مالی مداوم سبب شد تا تعداد زیادی از بازیکنان در تابستان آزاد شوند، آلن نیلسن که با قراردادی رکوردشکن خریداری شده بود و دو مهاجم تیم، تامی اسمیت و گیفتون نوئل-ویلیامز از جمله آنها بودند. بدتر از همه، دیویس که قرضی از منچستر یونایتد آمده بود در آغازین روز فصل جدید در یک تصادف رانندگی کشته شد. این حادثه، تأثیر زیادی بر روی فرم تیم در ابتدای فصل و به ویژه بر دوست صمیمی‌اش، دنی وبر داشت. با این همه، فصل با یک پایان‌بندی قدرتمند در میانه جدول تمام شد. فرم خوب تیم در روزهای پایانی فصل قبل در فصل ۰۵–۲۰۰۴ تداوم پیدا کرد و در پایان سپتامبر، در نیمه بالایی جدول چمپیونشیپ قرار گرفتند، اما یک دوره طولانی از نتایج ضعیف، باشگاه را به آرامی تا منطقه سقوط پایین کشاند. با کنار زدن پورتسموث و ساوتهمپتون، واتفورد به نیمه‌نهایی جام اتحادیه رسید و تنها با یک گل به لیورپول باخت. این دستاورد، وضعیت مالی باشگاه را بهبود داد. اما در لیگ، عملکرد وحشتناک تیم در ماه مارس به اوج رسید و لوینگتون در ۲۲ام همان ماه اخراج شد. اخراج او بحث برانگیز بود و بسیاری از هواداران از اخراج مردی که تیم را در طی سه فصل به نیمه‌نهایی دو جام رسانده و مشکلات مالی عدیده باشگاه را تحمل کرده بود، ناراضی بودند.
آیدی بوتروید در سن ۳۴ سالگی سرمربی واتفورد شد و کیث بورکینشاو ۷۰ ساله، دستیارش. بی‌تجربگی بوتروید، هواداران را نگران کرده بود که شاید او نتواند تیم را در دسته چمپیونشیپ حفظ کند، اما واتفورد امتیاز کافی را برای تضمین بقایش، دو بازی مانده تا پایان فصل کسب کرد.
مهاجمان، داریوس هندرسون و مارلون کینگ که فصل قبل را قرضی برای تیم بازی کرده بود، کلارک کارلایل و مالکی مک‌کی در مرکز خط دفاعی، متیو اسپرینگِ هافبک، خریدهای بوتروید برای فصل جدید بودند و حضور قرضی بن فاستر دروازه‌بان، یک فصل دیگر تمدید شد. کارلایل، کینگ و اسپرینگ، فصل قبل را با بوتروید در لیدز یونایتد کار کرده بودند. اولین فصل کامل بوتروید یکی از داستان های فصل فوتبال را تولید کرد. با وجود تمامی مشکلات، واتفورد فصل را در جایگاه سوم تمام کرد، مارلون کینگ بهترین گلزن لیگ شد و بازیکنانی چون اشلی یانگ و بن فاستر شکوفا شدند. یک تساوی خانگی مقابل لوتون تاون در ۹ آوریل بود که واتفورد را به پلی‌آف رساند.
در نیمه‌نهایی، پس از پیروزی ۳–۰ در خانه کریستال پالاس و تساوی بدون گل در ویکاریج رود، واتفورد به فینال پلی‌آف در ورزشگاه میلنیوم کاردیف رسید و با پیروزی ۳–۰ مقابل لیدز به لیگ برتر صعود کرد. در نتیجه این صعود، حدود ۴۱ میلیون پوند عاید باشگاه شد (تمام ۱۳۰۰۰ بلیط فصل موجود به سرعت فروخته شد).

### بازگشت کوتاه مدت به لیگ برتر (۲۰۱۲–۲۰۰۶)
واتفورد برای کسب اولین بردش در لیگ برتر ۰۷–۲۰۰۶، تا هفته یازدهم صبر کرد و نهایتا، این میدلزبرو بود که سه امتیاز به آنها داد. علی‌رغم عملکرد بد تیم، اشلی یانگ بازی‌های درخشانی به نمایش گذاشت و در ژانویه با مبلغی بالغ بر ۹.۶۵ میلیون پوند به استون ویلا فروخته شد که رکورد فروش بازیکن در باشگاه بود. واتفورد با وجود ۸ خرید جدید، تنها ۵ پیروزی در لیگ برتر ثبت کرد و آخرین خانه از جدول لیگ نصیبش شد. اگرچه لیگ، ناامیدکننده گذشت، اما در جام حذفی به یک قدمی فینال رسیدند، جایی که شکست ۴–۱ مقابل منچستریونایتد نایب قهرمان، نگذاشت پایشان به فینال باز شود. با این همه، قرارداد بوتروید تا سال ۲۰۱۰ تمدید شد.
بوتروید با صرف مبالغ هنگفت برای خرید بازیکن، قصد داشت باشگاه را به سرعت به لیگ برتر بازگرداند و در یک نمونه، نیتثن الینگتون را با ۳.۲۵ میلیون پوند از وست برومویچ آورد که رکورد خرید بازیکن در تاریخ واتفورد شد. با گلزنی منظم داریوس هندرسون و مارلون کینگ، واتفورد صدرنشین چمپیونشیپ شد، اما در هفته‌های بعد، تیم وارد دوره‌ای افول شد و نتایج ضعیفشان، علی‌الخصوص در بازی‌های خانگی، رده نخست را از آنها گرفت و به وست بروم داد. سرآخر، واتفورد به پلی‌آف رسید، اما در مجموع دو بازی رفت و برگشت، ۶–۱ به هال سیتی باخت و محکوم شد تا فصل بعد را هم در چمپیونشیپ سپری کند.
با شروع ناامیدکننده در فصل ۰۸–۲۰۰۸، بوتروید "با رضایت طرفین" باشگاه را ترک کرد و واتفورد در رده ۲۱ جدول چمپیونشیپ قرار گرفت. مالکی مک‌کی، مربی تیم ذخیره‌ها و  بازیکن سابق واتفورد، موقتا سرمربی شد. در ۵ نوامبر ۲۰۰۸، سِر التون جان همکاری رسمی‌اش را با باشگاه پایان داد و در اعتراض، از عنوان رئیس افتخاری مادام‌العمر باشگاه استعفا داد.
در ۲۴ نوامبر ۲۰۰۸، برندان راجرز، به عنوان سرمربی واتفورد معرفی شد و فرانک لمپارد به عنوان مشاور فوتبال به تیم مربیگری او پیوست. یک هفته پس از انتصاب راجرز، رئیس باشگاه، گراهام سیمپسون از سمتش در شرکت هلدینگ واتفورد استعفا داد. در هفته، واتفورد اولین بردش را تحت هدایت راجرز به ثبت رساند و در آخر سیزدهمین خانه جدول به نامش ثبت شد. در این مدت، التون جان، بار دیگر رئیس مادام‌العمر شد. در ژوئن ۲۰۰۹ راجرز واتفورد را به قصد هدایت ردینگ ترک کرد و لمپارد هم به او پیوست‌.
در ۱۵ ژوئن ۲۰۰۹، مک‌کی سرمربی دائم واتفورد شد. علیرغم اینکه او مجبور شد بازیکنان ستاره زیادی را بفروشد و برای خرید جایگزین، بودجه محدودی داشت، اما نقش مهمی در احیای واتفورد به دوش کشید و در فصل ۱۰–۲۰۰۹، تیم را در رده شانزدهم چمپیونشیپ و فصل بعد در خانه چهاردهم نشاند. در ژوئن ۲۰۱۱، مک‌کی راهی کاردیف شد و باشگاه، سکان هدایت تیم را به شان دایچ سپرد و او، اگرچه تیم را به بالاترین مقام لیگ در چهار سال گذشته رساند، اما در ژوئیه ۲۰۱۲ عزل شد.

### خانواده پوتسو (حال–۲۰۱۲)
در ژوئن ۲۰۱۲، لارنس باتسینی فرآیند فروش باشگاه را به خانواده پوتسو تکمیل کرد (جینو پوتسو و پدرش). پس از اخراج دایچ، مالکان جدید، جانفرانکو زولا، ملی‌پوش سابق ایتالیا را به خدمت گرفتند. در فصل ۱۳–۲۰۱۲ واتفورد در چمپیونشیپ سوم شد و به فینال پلی‌آف رسید، اما در فینال با تک‌گل کوین فیلیپس از روی نقطه پنالتی در وقت اضافه شکست خوردند و لیگ برتر، سهم کریستال پالاس شد. فصل بعد، جوزپه سانینو به جای زولا بر روی نیمکت سرمربیگری نشست و تیم، لیگ را در جایگاه سیزدهم به پایان رساند. در آغاز فصل ۱۵–۲۰۱۴، سانینو استعفا داد و اسکار گارسیا جایگزینش شد که اندکی بعد به دلیل بیماری باشگاه را ترک کرد.
بیلی مک‌کینلی به واتفورد آمد و پیروزی ۲–۱ در برابر برنتفورد و تساوی ۱–۱ با برایتون، نتیجه دو بازی با او شد. علیرغم اینکه تیمِ تحت سرپرستی او، ۴ امتیاز از ۶ امتیاز ممکن را به دست آورد، اما تنها ۸ روز پس از حضورش، باشگاه تصمیم گرفت اسلاویشا یوکانوویچ را جایگزینش کند. با هدایت یوکانوویچ و یک هفته مانده به پایان فصل، واتفورد با پیروزی ۲–۰ مقابل برایتون و موافق شدن نتایج سایر بازی‌ها، لیگ برتری شد. اگرچه با شکست مقابل شفیلد ونزدی در روز آخر فصل، قهرمانی به نام بورنموث نوشته شد.
قرارداد یک ساله یوکانوویچ تمدید نشد و کیکه سانچث فلورس اسپانیایی مسئول تیم شد. بازگشت به لیگ برتر، با تساوی ۲–۲ در خانه اورتون آغاز شد. در جام حذفی، واتفورد آرسنال را در راه کسب سومین جام پیاپی در این رقابت‌ها ناکام گذاشت و با پیروزی در امارات به نیمه‌نهایی جام حذفی رسید. لیگ در رده سیزدهم تمام شد و واتفورد در برترین سطح از فوتبال انگلستان باقی ماند. در روزهای پایانی فصل، فلورس و باشگاه یک بند فسخ در قراردادش وضع کردند و والتر ماتزاری ایتالیایی با قراردادی سه ساله سکان‌دار واتفورد شد. جایگاه هفدهم تیم در فصل بعد، منجر به استعفای ماتزاری و جایگزینی مارکو سیلوا با او شد که تنها شش ماه دوام آورد و در ژانویه ۲۰۱۸ اخراج شد. این بار خاوی گراسیا را به خدمت گرفتند، اما پس از چهار بازی در فصل ۲۰–۲۰۱۹ و به دلیل فرم ضعیف تیم در لیگ، اخراجش کردند. تنها ۳۰ دقیقه پس از اخراج او، کیکه فلورس از سرمربی سابق به سرمربی فعلی تغییر موقعیت داد، اگرچه، نتایج ناامیدکننده تیم، عمر بازگشت‌ او را کوتاه کرد و پس از شکست در هفته چهاردهم اخراج شد. واتفورد یک بازی را با مربی موقت به میدان رفت تا آنکه نایجل پیرسون را به سرمربیگری آوردند و تنها ۲ بازی به او مهلت دادند.
۷ آوریل ۲۰۱۹ با رسیدن به دومین فینال جام حذفی در تاریخ باشگاه ماندگار شد. واتفورد در نیمه‌نهایی ولورهمپتون را پیش رو داشت و تا ده دقیقه پایانی، بازی را با دو گل واگذار کرده بود، اما گل جرارد دلوفئو و پنالتی تروی دینی در دقیقه ۴+۹۰، فرصت وقت‌های اضافه را به آنها داد. با گل دوم دلوفئو در دقیقه ۱۰۴، دروازه فینال به رویشان باز شد، اگرچه منچستر سیتی، با شش گل از آنها پذیرایی کرد. لیگ، با شکست ۴–۱ مقابل وستهام خاتمه یافت، اما با ۵۰ امتیاز و کسب رتبه یازدهم، بالاترین امتیاز و رتبه خود را در دوران لیگ برتر ثبت کردند.
در فوریه ۲۰۲۰، واتفورد لیورپول را در یک بازی از لیگ برتر شکست داد و به روند شکست‌ناپذیری در ۴۴ بازی متوالی و ۱۸ پیروزی متوالی آنها پایان داد. در انتهای فصل ۲۰–۲۰۱۹، با تنها یک امتیاز پایین‌تر از خانه‌های امن جدول، نوزدهم شدند و به چمپیونشیپ سقوط کردند، اما با نایب قهرمانی در فصل ۲۱–۲۰۲۰، بلافاصله به جمع بیست تیم برتر فوتبال انگلستان برگشتند.

## یادداشت
1. ↑  (به انگلیسی: Earl of Essex) لقبی اشرافی در انگلستان

## واژه‌نامه
1. ↑  The Hornets
2. ↑  The Golden Boys
3. ↑  Yellow Army
4. ↑  The 'Orns
5. ↑  Watford Rovers
6. ↑  George Devereux de Vere Capell
7. ↑  Cassiobury Park
8. ↑  Henry Grover
9. ↑  Charlie Peacock
10. ↑  Hennessey Cup
11. ↑  Watford St Mary's
12. ↑  Ralph Thorpe
13. ↑  Wells Brewery
14. ↑  The Brewers
15. ↑  The Wasps
16. ↑  The Hornets (زنبورهای سرخ)
17. ↑  ITV Digital